# Benejúzar
Benejúzar (em castelhano e oficialmente) ou Benejússer (em valenciano) é um município da Espanha na província de Alicante, Comunidade Valenciana. Tem 34,89 km² de área e em 2021 tinha 5 453 habitantes (densidade: 156,3 hab./km²).

## Demografia
| Variação demográfica do município entre 1991 e 2004 | Variação demográfica do município entre 1991 e 2004 | Variação demográfica do município entre 1991 e 2004 | Variação demográfica do município entre 1991 e 2004 |
| --------------------------------------------------- | --------------------------------------------------- | --------------------------------------------------- | --------------------------------------------------- |
| 1991                                                | 1996                                                | 2001                                                | 2004                                                |
| 4666                                                | 5009                                                | 5106                                                | 5216                                                |